# Iridocito
Los iridocitos, iridóforos o células reflectantes son un tipo de cromatóforos que contienen biomoléculas que generan colores iridiscentes en algunos organismos organismos animales.
Estas células contienen pigmento que refleja la luz, utilizando placas de quimiocromos cristalinos hechos de guanina.
Por ejemplo, se encuentran en organismos como los moluscos; en ese caso, contienen proteínas de la familia de las reflectinas.